# Trocador de calor de placas
Um trocador de calor de placas é um tipo de trocador de calor que utiliza placas de metal para transferência de calor entre dois fluidos. Isso tem uma grande vantagem sobre um trocador de calor convencional porque os fluidos são expostos a uma maior superfície, espalhados sobre as placas. Isso facilita a transferência de calor e aumenta a velocidade da mudança de temperatura. Trocadores de calor de placas são comuns e muitas versões pequenas soldadas ou brasadas são usadas em combinação com seções de água quente de muitas caldeiras. A eficiência elevada de transferência de calor para um tão pequeno tamanho físico aumentou a água quente sanitária de caudais em combinação com caldeiras. O trocador de calor de placas pequeno causou um grande impacto no aquecimento doméstico e de água quente. As versões maiores de uso comercial apresentam juntas entre as placas, as versões menores tendem a ser soldadas.